# 호쿠리쿠 터널 화재
호쿠리쿠 터널 화재 사고(北陸トンネル火災事故)는 1972년 11월 6일 1시 9분 무렵에 후쿠이현 쓰루가시의 호쿠리쿠 본선 쓰루가역-미나미이마조역 사이에 있는 호쿠리쿠 터널(총연장 13,870 m)에서 발생한 열차 화재 사고로, 승객과 승무원 대다수가 사망 혹은 부상당했다.

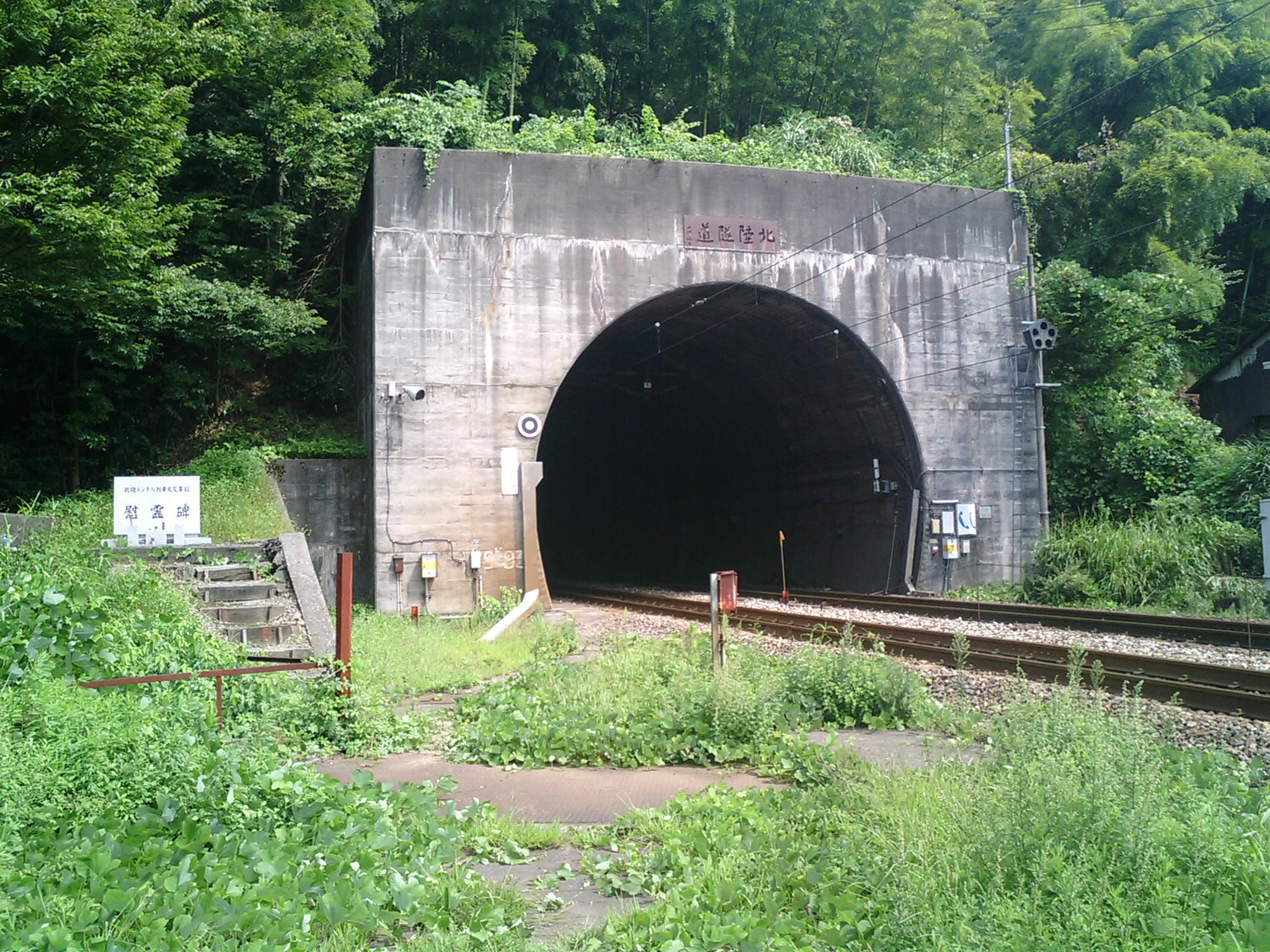
호쿠리쿠 터널 쓰루가 측 출구. 출구의 왼쪽에 위령비가 있다.

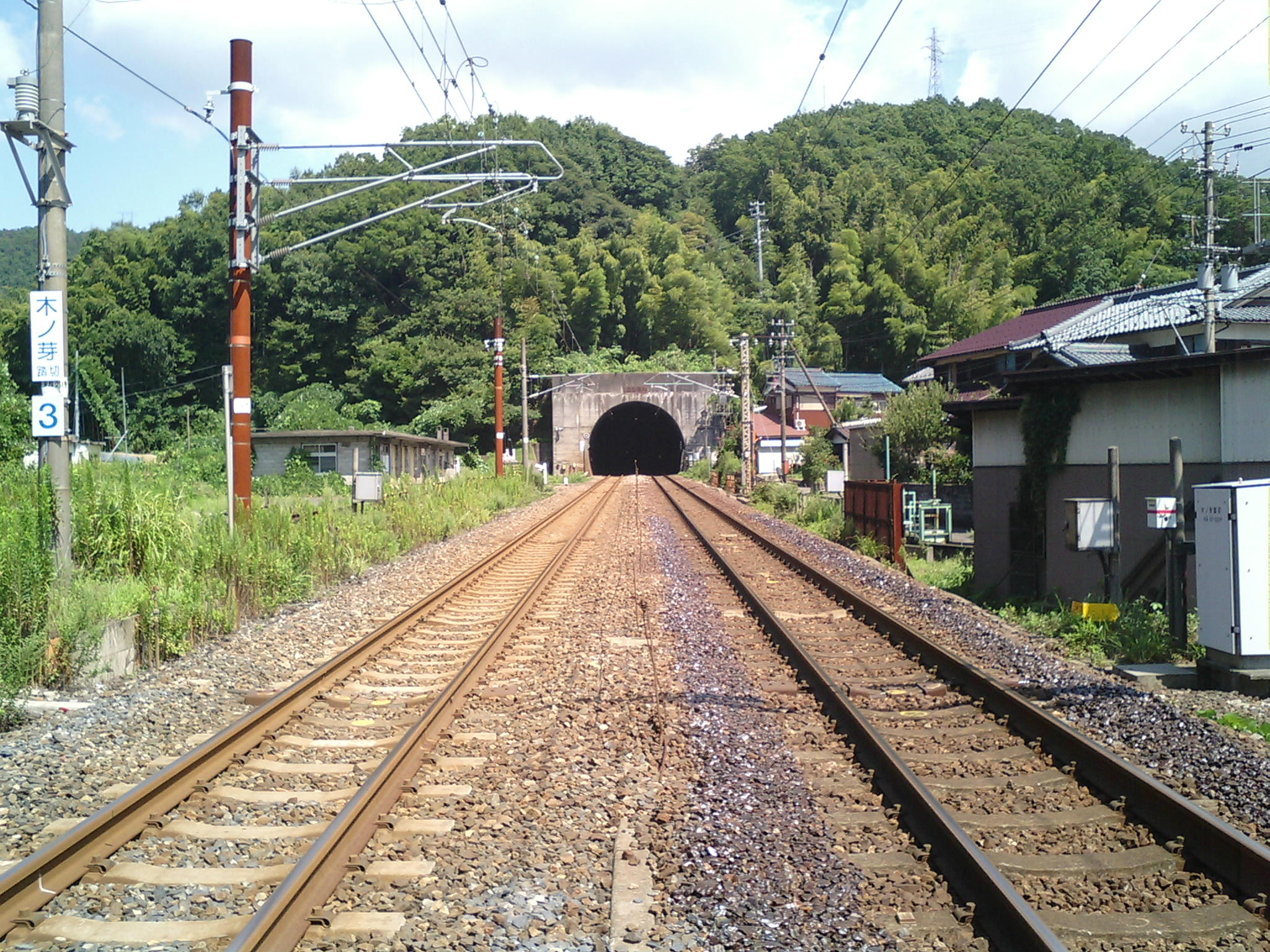
쓰루가 측 출구 정면

## 사고 개요
오전 1시 9분 무렵, 호쿠리쿠 터널로 진입 중이던 오사카발 아오모리행 501열차 급행 '기타구니(きたぐに)'(EF70형 전기 기관차 견인, 10계 객차 15량 편성)의 11호차 식당차(오시17 2018) 흡연실 좌석 아래에서 화재가 발생하였다.
승객으로부터 통보를 받은 차장의 비상제동 조작과 기관사의 비상 정지 조치에 의해 열차는 운전 규정에 근거하여 즉시 정차했다(쓰루가 측 입구로부터 5.3km지점). 승무원은 열차 방호 준비(반대 상행선에 궤도회로 단락기를 설치하여 신호를 적색으로 한다)를 실시한 다음 소화기 등으로 소화 작업을 시작했지만, 불길이 강해져 진화가 불가능하다고 판단하여 차량 분리 작업에 착수했다.
하지만 격렬한 화염과 좁은 터널 때문에 작업은 난항을 겪었다. 1시 24분 무렵 화재 차량 앞부분을 분리하여 이동한 후 1시 29분 무렵 터널 양역인 이마조역과 쓰루가역에 구원을 요청함과 동시에 계속 화재 차량 앞부분을 분리하는 작업을 했다. 그러나 1시 52분, 열 때문에 터널 천정에 설치되어 있던 누수 유도용 통이 불에 타 떨어지면서 가선에 접촉되어 정전이 되는 바람에 열차는 움직일 수 없는 상태에 빠졌다.

## 경과
심야에 발생한 사고인데다, 열차 앞부분에 연결되어 있던 침대차에는 많은 승객이 취침 중이었으며, 연기가 심했기 때문에 피난 및 구조는 어려웠다. 열차가 정지한 곳이 대략 터널 중앙이라 승객이 걸어서 탈출하려면 너무 멀었으며, 소화기 이외의 소화 설비가 전혀 없었다. 소화를 위한 호스를 터널 내에 끌어올 수도 없었으며, 소화 작업 없이 승객을 구조하러 갈 수밖에 없었던 상황이었다. 구조하러 들어가기도, 소화 작업을 하러 들어가기도 어려운 조건이었던 사고였다. 당시 일본국유철도는 전철화된 터널 내에서 화재는 발생할 수 없다고 했던 터라 배연 설비나 소화 설비를 일절 설치하지 않았다. 또한 터널 조명도 노동조합이 '운전에 방해가 된다'며 반대하였기 때문에 소등하고 있었다. 사고 통보를 받고 터널 양측에서 구원 열차가 운행되는 등 조치가 취해지긴 했지만, 화재가 식당차에서 발생했기 때문에 발견·통보가 늦었던 점과 화재 차량에서 발생한 맹렬한 연기와 유독 가스가 배연 장치 없는 터널 내에 가득찼던 점 등의 악조건이 겹쳐 결과적으로 30명(1명은 지도 기관사)이 사망하고 714명에 달하는 부상자를 내는 사고를 냈다. 사망자는 전원 일산화탄소 중독사로 판정되었다.
같은 시각 상행선을 506M 급행열차 '다치야마 3호'(475계 전동차)가 운행하고 있었지만, 궤도 회로 단락기 설치로 인한 적신호에 의해 사고 현장에서 약 2km 앞의 기노메 신호장에서 정지했다. 그 후 궤도 단락기가 궤도로부터 빗나가(피난자가 차버린 것으로 추정되지만, 최종적으로 원인은 불명이다) 신호가 청색이 되었지만, 기관사는 이상을 느끼면서도 서행으로 출발시켰다. 300m 정도 진행하다 '기타구니'에서 도망쳐 온 승객을 발견했기 때문에 도어를 개방해 225명을 구조하여 그 후 터널을 이마조 측으로 역주하여 탈출에 성공했다.
'다치야마 3호'에게 행운이었던 것은 사고 현장과 차량 사이에 절연 구간이 있었는데 이 때문에 '기타구니'호가 멈춰있는 구간에서는 전원공급이 이뤄지지 않았지만 2km 정도 떨어진 '다치야마 3호' 위치에서는 전원공급이 계속되고 있었다. 또한 누수 유도용 통이 녹아 떨어지면서 가선이 정전된 점에 대해서는 그 후의 열로 재차 가선에서 빗나가 합선이 해소되었기 때문에 사망한 지도 기관사가 연락을 했을 때 송전을 재개하면 자력 탈출이 가능했을 것이라는 설이 있었다. 그러나 사고 발생 상황에서 정전 발생의 원인 파악은 곤란했기 때문에 재송전에 의한 2차 피해가 일어날 가능성을 고려하면 송전 재개를 단념한 판단은 어쩔 수 없었다고 생각되고 있었다.
- 01：04 - 정각보다 2분 늦게 '기타구니'가 쓰루가역을 발차
- 01：14경 - 화재를 확인하고 정차
- 01：23 - 쓰루가역을 상행 '다치야마 3호'가 통과
- 차량 분리 작업이 시작된다.
- 01：40 - '다치야마 3호'가 기노메 신호장에서 정차
- 01：41 - 국철 재해 대책 본부 설치
- 01：50 - 쓰루가 미카타 소방 조합에 통보
- 01：52 - 쓰루가 변전소의 고속도 차단기가 작동되어 해당 구간의 전원공급이 정지
- 02：00 - 쓰루가 입구에 소방차가 도착. 국철 관계자 부재
- 02：01 - 기노메 신호장 진행현시. '다치야마 3호'는 서행으로 출발
- 02：03 - '다치야마 3호' 운전기사가 피난 승객을 발견하여 정지한다. 구조를 위해 출입문 개방
- 02：07 - 난에쓰 소방 조합에 통보(이마조 측）
- 02：30 - 쓰루가 측으로부터 구원 모터카의 진입 허가가 나온다
- 02：40 - 이후 '다치야마 3호'가 이마조역으로 돌아온다
- 06：39 - 제2차 구원 열차가 진입
- 10：30 - 제3차 구원 열차가 쓰루가역에 도착

## 원인
화재의 원인은 오시17형의 흡연실의 긴 의자 밑에 있는 전기 난방장치의 합선(기준을 위반한 배선과 배선이 노후했던 것이 판명되었다.)으로 판명되었다. 초기단계에서는 오시17형 조리실의 석탄 레인지에서 발화되었거나, 혹은 흡연실의 담뱃불에서 발화됐다는 추측도 있었지만 단정되지 않았다.

## 사고 후의 대책
이 사고를 교훈으로 지하철이나 장대터널을 달리는 차량의 난연화·불연화의 기준이 개정되어 차량의 화재방지대책이 진행되었다. 차량의 구조상에 대한 주된 대책은 다음과 같다.
- 내장재를 알루미늄 화장판으로 교체.
- 유리가 파손되어 인접 차량으로 불이 번지는 것을 방지하기 위해 관통문의 유리창을 철망 유리로 교체.
- 근처 차량으로 불이 번지는 것을 막기 위해 관통막을 난연재료화.
- 침대차와 침대 열차에 연결하는 식당차의 난연화.
- 차내 방송 설비의 정비와 차내 비상 버저 등의 사용 제한을 명시하기 위한 스티커 부착.
- 차량에 소화기 설치 혹은 증비.
- 침대차에 연기 감지기를 설치하고 비상용 휴대 전등 및 메가폰을 비치.
- 하부에 디젤 엔진이 있는 침대차에 자동 소화 장치 부착.

기존 장대터널내에서의 열차 화재시 어떤 조치를 취해야 하는지는 명확하지 않았으나 이 사고의 교훈으로 연장 5km 이상의 터널(재래선 13, 신칸센 7, 합계 20개소: 당시)를 장대터널로 지정하여 다음의 긴급 대책을 실시하였다.
- 승무원용 무선장치의 난청 대책, 연선 전화기의 개량, 조명 설비의 개량, 소화기의 정비 등
- 장대터널 부근에 디젤 기관차 또는 모터카를 배치
- 구조 체제, 화재 발생시에 매뉴얼 재검토, 특히 '터널 내 화재의 경우 터널 내에서 정차하지 않는다' 등이 있다.

또한 열차 회수가 많은 준장대터널에 대해서도 정보 연락 설비, 피난 유도 설비, 조명 설비 등의 정비를 실시하게 되었으며 그 밖에도 승무원용 무선의 난청 대책, 연선 전화기의 개량 등 장대터널과 동일한 대책이 실시되었다.
본 사고를 중요하게 본 일본국유철도는 외부의 전문가도 초빙하여 '철도 화재 대책 기술 위원회'를 설치하였다. 1972년 12월 오후나 공장에서 정지 차량 연소 실험을 하였고, 다음 해 1973년 8월 네무로 본선에서 주행 차량 연소 실험을 거쳐 1974년 10월에 미야코 선(현 산리쿠 철도 기타리아스 선)의 사루도게 터널에서 터널내를 주행중인 차량을 이용한 연소 실험을 세계에서 처음으로 실시하였다. 그 결과로부터 지금까지의 '어떠한 경우에도 즉시 정차한다'라고 규정하는 것보다 '터널 내 화재시에는 정차하지 않고 화재 차량의 관통문·창·통풍기를 모두 닫은 다음 그대로 주행하여 터널을 탈출한다'라고 규정하는 편이 안전하다는 것이 증명되어 운전 규정을 개정하였다. 터널내외, 교량 위나 고가교 위에서도 정지하지 않는 것이다.
아울러 호쿠리쿠 터널과 같은 장대터널에서 화재가 발생해도 터널을 탈출할 때까지 연소를 막을 수 있도록 위에서 서술한 내용과 같은 난연화 공사가 진행되었다.
교훈이 작용한 사례로 1988년 3월 30일 '살롱 익스프레스 아루카데아'가 에치고나카자토역-이왓파라스키조마에역 구간에서 화재가 발생했을 때 터널이 많은 긴 구간이었기 때문에 터널을 나와 긴급정지한 사례 등이 있다. 사고 전인 1969년에도 호쿠리쿠 터널을 통과 중이었던 침대 특급 '니혼카이'에서 열차 화재가 발생했는데 이 때는 열차 승무원이 재치를 살려 당시의 규정을 무시하고 열차를 터널에서 탈출시켜 조속한 소화 작업이 가능했다. 때문에 사상자를 일으키지 않았지만, 일본국유철도는 이것을 '규정 위반'이라 하여 승무원을 처분하고 운전 매뉴얼의 재검토를 실시하지 않았다. 그 때문에 사고 열차는 장대터널의 중간에서 규정대로 정지하지 않을 수 없어 결과적으로 대참사를 야기했다.
법정에서 이 사고에 대해 일본 국철 간부의 책임을 추궁하는 일은 없었지만, 다수의 희생자를 발생시킨 결과의 책임으로서 기관사와 전무 차장 2명이 업무상 과실치사상죄로 기소되었다. 터널 내에서 열차를 정지한 것이 피해를 확대시켰다는 등의 이유로 재판에서 장기간에 걸쳐 법정공방이 일어났지만, 1980년 11월 25일 가나자와 지방재판소의 판결에서는 사고 당시 승무원의 행위는 '규정을 준수해 최선을 다한 것'이라고 간주되어 또한 차량의 분리 작업에 있어서의 제동관 호스의 분리 등 기관사에게 '서투른 작업에 의한 지연은 용서되는 범위'로 2명 모두 무죄가 확정되었다. 또한 본사고 이전에 발생한 '니혼카이'의 승무원에 대한 처분도 철회되었다.
이 당시 사고차량과 동일한 오시17형은 6량이 재적되어 있었다. 하지만 본사고의 다음날 모든 열차(당시 '기타구니' 외에는 우에노~아오모리간의 급행 '도와다' 1왕복만으로 사용)의 운용에서 퇴출되어 재판의 증거물로서 차적이 남겨진 피해 차량이었던 2018호차를 제외하고 전차량이 폐차되거나 혹은 교습 차량으로의 개조되어 1974년까지 퇴역했다(2018호차는 재판 종결 후 1981년에 폐차되었다. 2051호차가 재판의 현장 검시용으로 1980년경까지 가나자와 운전소에 보관되고 있었다).
이 사고가 발생하기 전부터 야간 급행열차의 식당차는 벌써 감축이 진행되고 있었지만, 오시17형의 전량 폐차로 인해 야간 급행열차에서 식당차가 소멸하게 되었다. 화재 발생의 원인이 된 전기 난방 배선의 쇼트는 전기 난방을 사용하는 한 어떠한 차량에서도 일어날 수 있는 사고이며, 오시17형만이 특별한 위험성을 가지고 있는 것은 아니었지만, 10계 객차는 경량화를 위해 신건재의 합판이나 플라스틱의 내장을 많이 사용하고 있었고, 그로 인해 유독 가스의 발생을 야기하여 인명 피해 확대의 한 원인이 된 것이었다. 더 나아가 장대터널에서는 이 사고가 일어나기 전까지 터널벽에 장착되고 있던 조명은 국철 노동조합(국노)·국철 동력차 노동조합 등이 '승무원의 시야를 방해한다'고 주장하여 평상시에는 소등하고 있었지만, 이 사고를 계기로 비상시에는 문제가 있음이 밝혀져 상시 점등하게 되었다.
신형 침대차로 1971년부터 제조가 시작되었던 14계 객차도 하부에 디젤 엔진을 장착하고 있는 것이 안전상의 문제로 지적되어 일시 제조를 중지한 다음 집중 전원 방식의 24계 제조로 전환했다. 후에 방화 안전 대책을 적용한 14계(15형)의 제조를 1978년부터 개시하였고 기존의 14계(14형)에 대해서도 자동 소화 장치의 설치 등 14계(15형)와 동일한 방화 대책이 실시되었다. '기타구니' 외에 야간 급행열차에 사용되고 있던 구형의 객차 가운데 좌석차에 대해서는 10계 객차나 스하 계통 객차 43계 등 재래의 객차가 노후되면서 1973년부터 난연성을 높인 12계 객차로 교체가 진행되었지만, 재정난 등으로 인해 완료가 이루어진 것은 1982년 11월의 조에쓰 신칸센 개업에 수반한 다이아 개정 때였다. 그러나 침대차에 관해서는 대체할 수 있는 차량이 없는 터라 계속 사용되었지만, 대부분은 20계 1000번대·2000번대로 차례차례 교체할 수 있었다. 이들도 급행은 1983년까지 좌석차나 20계 개조차 모두 14계 객차로 교체할 수 있어 장거리 보통 열차로의 운용에서도 1985년에 전량 폐차되었다. 또한 '기타구니'는 같은 해부터 583계 전동차로 운행이 변경되었다.

## 그 외
이 사고의 구조 이야기는 후에 NHK의 '프로젝트 X'에서 '열차 화재 구출하라 호쿠리쿠 터널 화재'로 소개되었다.
후년 대기업 철도 모형 메이커인 세키스이 금속(KATO)에서 10계 객차(N게이지)가 발매되었을 때 이 사고 차량의 '오시 17 2018'이 프로토 타입으로 선택되어 제품화가 이루어졌다. 이것은 사고의 발생한 차번을 일부러 선택한 것이 아니고, 끝까지 차적이 남아있던 오시 17형이 2018번(사고의 증거품으로서 보존되고 있었다)이었다는 것에 의한 것이었다.

## 같이 보기
- 대구 지하철 방화 사건